# Пролетно блатно кокиче
Пролетното блатно кокиче (Leucojum vernum) е многогодишно луковично растение от сем. Кокичеви (Amaryllidaceae), естествено разпространено в Централна и Южна Европа и натурализирано в Западна Европа и на други места. Среща в природата на България.
Подобно на обикновеното блатно кокиче (Leucojum aestivum) има звънчевиден околоцветник с шест еднакви несраснали бели листчета, със зелено петно на върха. Различава се по това, че пролетното блатно кокиче има цветоносно стъбло превишаващо листата, обикновено с единичен цвят. 
Отровно е, съдържа и лечебни вещества.